# Southport Football Club
Il Southport Football Club è una società di calcio inglese, con sede a Southport.

## Storia
Il Southport Football Club venne fondato nel 1881 e giocò il suo primo incontro il 12 novembre di quell'anno contro il Bootle.
Dopo aver giocato nei campionati regionali inglesi, a partire dalla stagione 1921-1922 entra nella English Football League in Third Division.
Nel 1956 lo yellow George Bromilow venne convocato nella Nazionale olimpica di calcio della Gran Bretagna per disputare le XVI olimpiadi, svoltesi a Melbourne.
Al termine della stagione 1957-1958 la squadra retrocesse nella neonata Fourth Division.
Nella stagione 1966-1967 ottiene la promozione in terza serie, grazie al secondo posto ottenuto alle spalle dello Stockport County. Dopo tre stagioni in terza serie, retrocede in quarta divisione al termine della Third Division 1969-1970.
Nella stagione 1972-1973 il Southport si aggiudica il campionato di Fourth Division, ottenendo una nuova promozione in terza serie. Il seguente campionato in terza divisione si concluse però con l'immediato ritorno in quarta serie dei Yellows.
Al termine della Fourth Division 1977-1978 il Southport non viene rieletto e lasciò la EFL, tornando a giocare in campionati Non-League; il miglior piazzamento conseguito nell'arco dei decenni successivi è il secondo posto nel campionato 1994-1995 in Conference League (quinta divisione). Nella stagione 1997-1998 il club ha inoltre raggiunto per la prima volta nella sua storia la finale di FA Trophy, perdendola con il punteggio di 1-0 contro il Cheltenham Town.

## Allenatori
- Willie Cunningham (1963-1965)
- Billy Bingham (1965-1967)
- Don McEvoy (1968-1970)
- Alex Parker (1970-1971)
- Jimmy Meadows (1971-1973)
- Hugh Fisher (1977-1978)
- George Ross (1983)
- Paul Futcher (1997-1999)
- Paul Lodge (1999) (interim)
- Mark Wright (2000-2001)
- Peter Davenport (2007-2008)
- Alan Wright (2013)
- Andy Preece (2017)
- Kevin Davies (2017-2018)
- Steven Schumacher (2018) (interim)

## Palmarès

### Competizioni nazionali
- Fourth Division: 1

1972-1973
- National League North: 2

2004-2005, 2009-2010
- Northern Premier League: 1

1992-1993
- Northern Premier League Challenge Cup: 1

1990-1991

### Competizioni regionali
- Lancashire Senior Cup: 1

1904-1905
- Liverpool Senior Cup: 12

1930–1931, 1931–1932, 1943–1944, 1962–1963, 1974–1975, 1990–1991, 1992–1993, 1998–1999, 2011–2012, 2018–2019